# Odontonema bracteolatum
Odontonema bracteolatum là một loài thực vật có hoa trong họ Ô rô. Loài này được (Jacq.) Kuntze mô tả khoa học đầu tiên năm 1891.